# 第503輜重連隊 (フランス軍)
第503輜重連隊（だいごひゃくさんしちょうれんたい、503e régiment du train：503e RT）は、ジロンド県Martignas-sur-Jalleに駐屯する、第2後方支援旅団隷下のフランス陸軍の後方支援連隊である。
兵種は輜重など、伝統的区分は輜重兵である。

## 沿革
- 1943年：モロッコにて第503輜重群として新編される。
- 1947年：インドシナに移駐。
- 1955年：アルジェリアに移駐。
- 1964年：エーヌ県に移駐。
- 1978年：ジロンド県に移駐。
- 1998年：輜重群は解隊される。
- 1999年：第503輜重連隊として再編成される。

## 最新の部隊編成
- 連隊本部
- 本部管理中隊
- 管理支援中隊
- 第1補給中隊
- 第2補給中隊
- 第1輸送中隊
- 第2輸送中隊
- 道路運行中隊
- 予備輸送中隊

## 任務
- 第1線部隊に対する補給支援
- 車両輸送支援

### 定員
- トレーラー172台、重トラック18台、大小トラック、オートバイ70台を装備する。

## 主要装備
- GIAT BM92-G1
- FA-MAS
- AA-52
- 12.7mm重機関銃
- VAB
- P4
- TRM 2000
- TRM 4000
- TRM 10000
- GBC 180